# شب در بهشت (فیلم ۲۰۲۰)
شب در بهشت (کره‌ای: 낙원의 밤; لاتین‌نویسی اصلاح‌شده: Nagwonui bam) یک فیلم سینمایی درام و جنایی کره‌جنوبی به نویسندگی و کارگردانی پارک هون جونگ محصول سال ۲۰۲۰ با بازی اوم ته گو، جون یو بین و چا سئونگ وون است. این فیلم در ۹ آوریل ۲۰۲۱ از شبکه نتفلیکس به‌طور گسترده منتشر شد.

## داستان
یک مرد بعد از اینکه دو نفر از اعضای خانواده‌اش کشته می‌شوند؛ تلاش می‌کند تا از باند خلافکاران که در آن عضویت دارد فاصله بگیرد اما…

## انتشار فیلم
اولین بار این فیلم در هفتاد و هفتمین دوره جشنواره بین‌المللی فیلم ونیز در تاریخ ۳ سپتامبر ۲۰۲۰ برگزار شد و در آنجا در گروه «خارج از رقابت» به نمایش درآمد. در اواسط فوریه ۲۰۲۱، اعلام شد که این فیلم در تاریخ ۹ آوریل در بستر پخش پخش خواهد شد.